# Warnklapper
Die Warnklapper, auch Lazarusklapper oder Lepraklapper genannt, ist ein hölzernes Schlaginstrument, das historisch von Personen mit ansteckenden Krankheiten, insbesondere Leprakranken, verwendet wurde, um gesunde Menschen vor ihrer Annäherung zu warnen.

## Historischer Kontext
Im Mittelalter, als medizinisches Wissen und Behandlungsmöglichkeiten begrenzter waren, wurden Leprakranke aufgrund der ansteckenden und oft tödlichen Natur ihrer Krankheit von der Gesellschaft isoliert und gemieden. Die Warnklapper diente als akustisches Signal, das den Gesunden ermöglichte, eine sichere Distanz zu wahren, um eine Ansteckung zu vermeiden.

## Beschreibung und Verwendung
Die Warnklapper besteht aus hölzernen Platten oder Schlagstücken, die gegeneinandergeschlagen werden, um ein klapperndes Geräusch zu erzeugen. Ihre einfache Bauweise machte sie zu einem leicht zugänglichen und effektiven Instrument für Leprakranke. Auf vielen Gemälden und künstlerischen Darstellungen aus dem Mittelalter sind diese Klappern zu sehen, was ihre verbreitete Nutzung und kulturelle Bedeutung unterstreicht.

## Soziokulturelle Bedeutung
Die Verwendung der Warnklapper reflektiert die Stigmatisierung und Ausgrenzung von Menschen mit ansteckenden Krankheiten in der Vergangenheit. Gleichzeitig symbolisiert sie die Bemühungen der damaligen Gesellschaft, mit den Herausforderungen von Infektionskrankheiten umzugehen.

## Entwicklung und Variationen
In späteren Perioden wurden Warnklappern durch andere Instrumente wie Glöckchen ersetzt, die ähnliche Zwecke erfüllten.

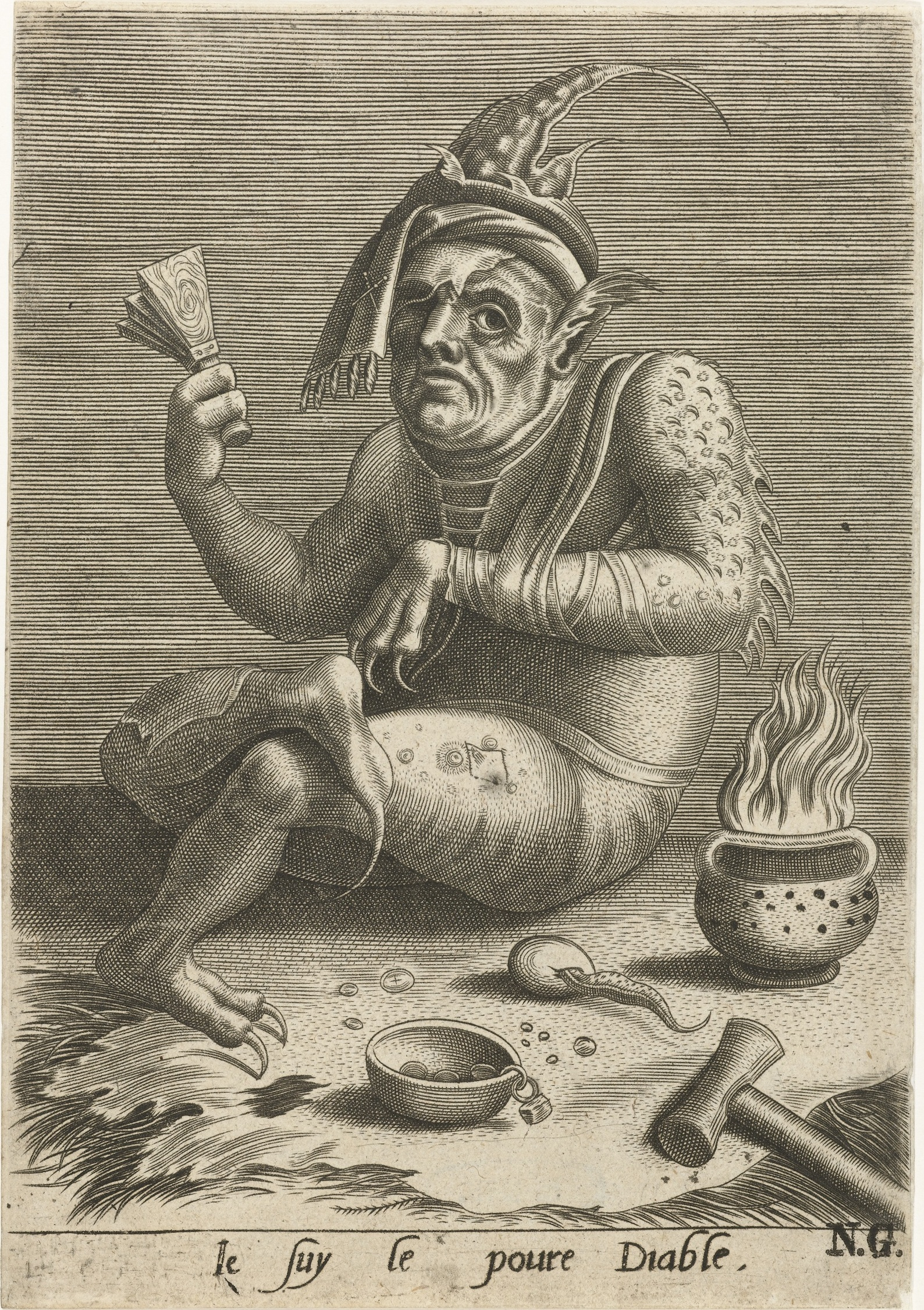
Darstellung einer Warnklapper (16. Jahrhundert)
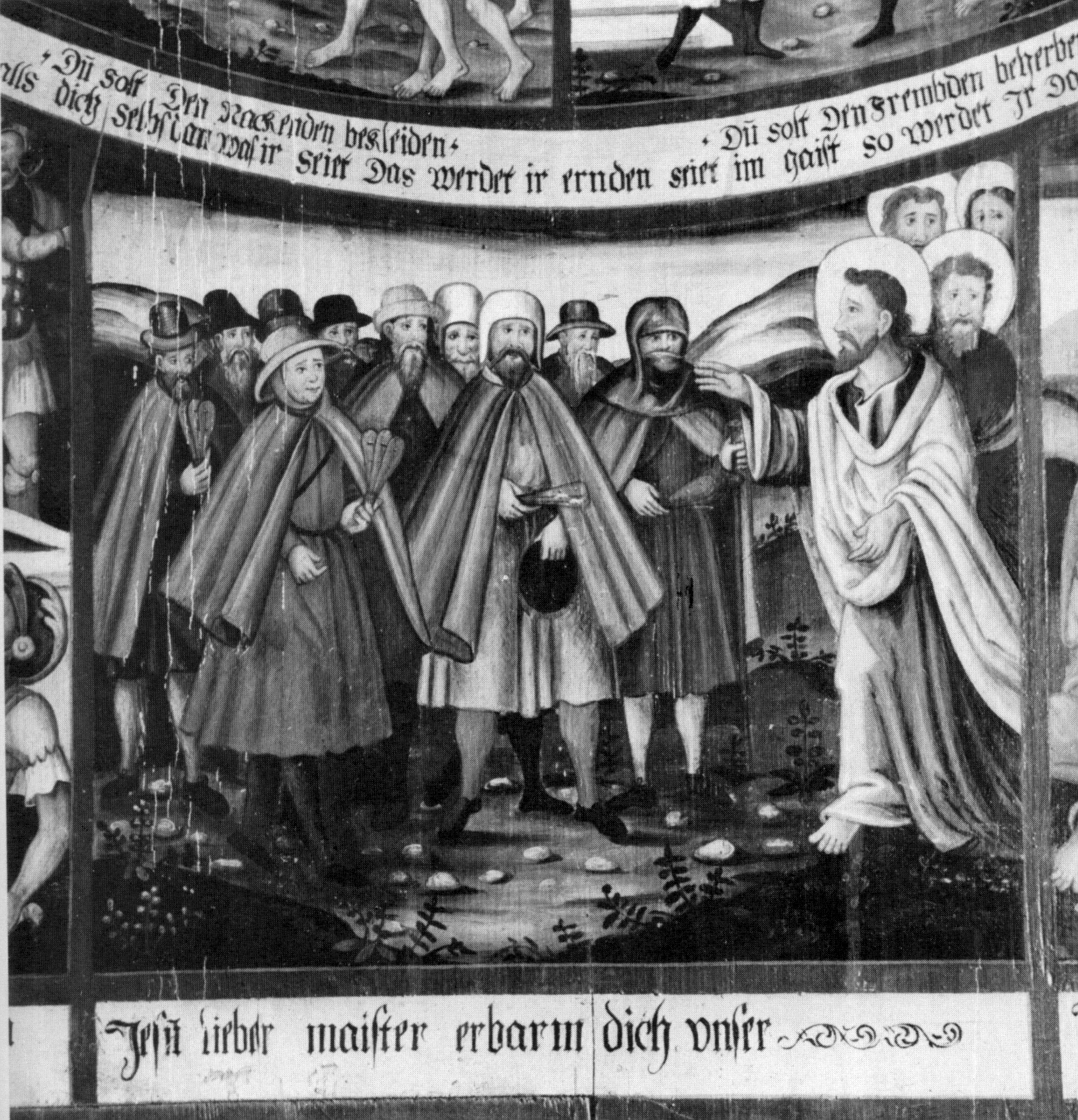
Aussätzige mit Warnklappern und Siechenmäntel (16. Jahrhundert)
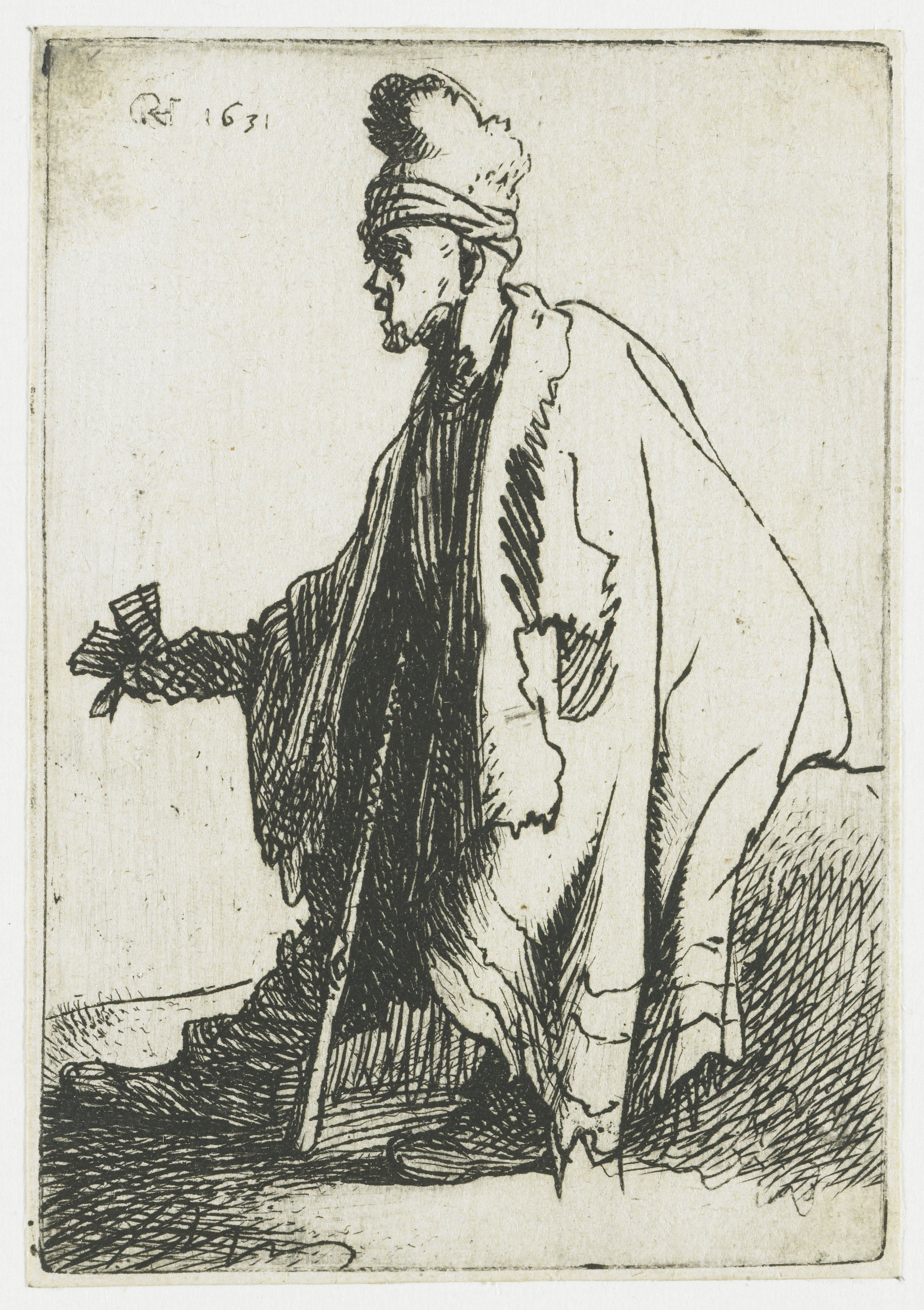
Mann mit Warnklapper (Darstellung von Rembrandt, 1631)